# Liste der AMD-K10-Prozessoren (Desktop)
Die Desktop-Prozessoren mit K10-Mikroarchitektur des US-amerikanischen Chipherstellers AMD sind in den Prozessorserien Sempron, Athlon X2, Athlon II, Phenom und Phenom II verfügbar. Sie sind auf den PC-Markt („SoHo“) zugeschnitten und stellen damit die Nachfolge der auf der Vorgängerarchitektur K9 basierenden Athlon-64-X2-Serie dar. Grundsätzlich sind sie – mit Ausnahme der Sechskernprozessoren – als Doppelkernprozessor (Sempron, Athlon II) oder Vierkernprozessor produziert, dann aber teilweise mit lediglich einem bis drei aktiven Kernen verkauft worden.

## Einzelkernprozessoren

### Sempron
| Modell      | Prozessor- kern | Revision | Prozessor- takt | L2- Cache | NB-/ HT-Takt | Multi | Vcore          | TDP  | Sockel | Einführung | Teile- Nummer |
| ----------- | --------------- | -------- | --------------- | --------- | ------------ | ----- | -------------- | ---- | ------ | ---------- | ------------- |
| Sempron 140 | Sargas          | C2       | 2,7 GHz         | 1024 kB   | 2,0 GHz      | 13,5× | 0,825 - 1,35 V | 45 W | AM3    | 22.07.2009 | SDX140HBK13GQ |
| Sempron 145 | Sargas          | C3       | 2,8 GHz         | 1024 kB   | 2,0 GHz      | 14×   | 0,825 - 1,35 V | 45 W | AM3    | 21.09.2010 | SDX145HBK13GM |

### Athlon II
| Modell         | Prozessor- kern | Revision | Prozessor- takt | L2- Cache | NB-/ HT-Takt | Multi | Vcore           | TDP  | Sockel | Einführung | Teile- Nummer |
| -------------- | --------------- | -------- | --------------- | --------- | ------------ | ----- | --------------- | ---- | ------ | ---------- | ------------- |
| Athlon II 160u | Sargas          | C2       | 1,8 GHz         | 1024 kB   | 1,8 GHz      | 9x    | 0,875 - 1,225 V | 20 W | AM3    | 20.10.2009 | AD160UEAK13GM |
| Athlon II 170u | Sargas          | C3       | 2,0 GHz         | 1024 kB   | 1,8 GHz      | 10x   | 0,875 - 1,225 V | 20 W | AM3    | 11.05.2010 | AD170UEAK13GM |

## Doppelkernprozessoren

### Sempron
| Modell         | Prozessor- kern | Revision | Prozessor- takt | L2- Cache | NB-/ HT-Takt | Multi | Vcore | TDP  | Sockel | Einführung     | Teile- Nummer |
| -------------- | --------------- | -------- | --------------- | --------- | ------------ | ----- | ----- | ---- | ------ | -------------- | ------------- |
| Sempron X2 180 | Regor           | C3       | 2× 2,4 GHz      | 2× 512 kB | 2,0 GHz      | 12×   | k. A. | 45 W | AM3    | September 2010 | SDX180HDK22GM |
| Sempron X2 190 | Regor           | C3       | 2× 2,5 GHz      | 2× 512 kB | 2,0 GHz      | 12,5× | k. A. | 45 W | AM3    | September 2011 | SDX190HDK22GM |

### Athlon
| Modell                       | Prozessor- kern | Revision | Prozessor- takt | L2- Cache | L3- Cache | NB-/ HT-Takt | Multi | Vcore          | TDP  | Sockel | Einführung   | Teile- Nummer |
| ---------------------------- | --------------- | -------- | --------------- | --------- | --------- | ------------ | ----- | -------------- | ---- | ------ | ------------ | ------------- |
| Athlon X2 6500 Black Edition | Kuma            | B3       | 2,3 GHz         | 2× 512 kB | 2048 kB   | 1,8 GHz      | 11,5× | 1.10 - 1.25 V  | 95 W | AM2+   | Oktober 2008 | AD6500WCJ2BGH |
| Athlon X2 7450               | Kuma            | B3       | 2,4 GHz         | 2× 512 kB | 2048 kB   | 1,8 GHz      | 12×   | 1,05 - 1,325 V | 95 W | AM2+   | Januar 2009  | AD7450WCJ2BGH |
| Athlon X2 7550               | Kuma            | B3       | 2,5 GHz         | 2× 512 kB | 2048 kB   | 1,8 GHz      | 12,5× | 1,05 - 1,325 V | 95 W | AM2+   | 15.12.2008   | AD7550WCJ2BGH |
| Athlon X2 7750 Black Edition | Kuma            | B3       | 2,7 GHz         | 2× 512 kB | 2048 kB   | 1,8 GHz      | 13,5× | 1,05 - 1,325 V | 95 W | AM2+   | 15.12.2008   | AD775ZWCJ2BGH |
| Athlon X2 7850 Black Edition | Kuma            | B3       | 2,8 GHz         | 2× 512 kB | 2048 kB   | 1,8 GHz      | 14×   | 1,20 - 1,25 V  | 95 W | AM2+   | April 2009   | AD785ZWCJ2BGH |

### Athlon II
| Modell            | Prozessor- kern | Revision | Prozessor- takt | L2- Cache  | NB-/ HT-Takt | Multi | Vcore           | TDP  | Sockel | Einführung  | Teile- Nummer |
| ----------------- | --------------- | -------- | --------------- | ---------- | ------------ | ----- | --------------- | ---- | ------ | ----------- | ------------- |
| Athlon II X2 250u | Regor           | C2       | 1,6 GHz         | 2× 1024 kB | 1,6 GHz      | 8×    | 0,85 - 1,15 V   | 25 W | AM3    | Januar 2010 | AD250USCK23GQ |
| Athlon II X2 260u | Regor           | C2       | 1,8 GHz         | 2× 1024 kB | 1,8 GHz      | 9×    | 0,85 - 1,15 V   | 25 W | AM3    | Januar 2010 | AD260USCK23GQ |
| Athlon II X2 260u | Regor           | C3       | 1,8 GHz         | 2 × 512 kB | 1,8 GHz      | 9×    | 0,85 - 1,15 V   | 25 W | AM3    | Juli 2010   | AD260USCK23GM |
| Athlon II X2 270u | Regor           | C3       | 2,0 GHz         | 2× 1024 kB | 2,0 GHz      | 10×   | 0,825 - 1,15 V  | 25 W | AM3    | 21.09.2010  | AD270USCK23GM |
| Athlon II X2 215  | Regor           | C2       | 2,7 GHz         | 2× 512 kB  | 2,0 GHz      | 13,5× | 1,15 - 1,425 V  | 65 W | AM3    | 09.09.2009  | ADX215OCK22GQ |
| Athlon II X2 220  | Regor           | C3       | 2,8 GHz         | 2× 512 kB  | 2,0 GHz      | 14×   | 0,90 - 1,40 V   | 65 W | AM3    | 26.07.2010  | ADX220OCK22GM |
| Athlon II X2 235e | Regor           | C2       | 2,7 GHz         | 2× 1024 kB | 2,0 GHz      | 13,5× | 0,85 - 1,425 V  | 45 W | AM3    | 20.10.2009  | AD235EHDK23GQ |
| Athlon II X2 240  | Regor           | C2       | 2,8 GHz         | 2× 1024 kB | 2,0 GHz      | 14×   | 0,85 - 1,425 V  | 65 W | AM3    | 22.07.2009  | ADX240OCK23GQ |
| Athlon II X2 240e | Regor           | C2       | 2,8 GHz         | 2× 1024 kB | 2,0 GHz      | 14×   | 0,85 - 1,425 V  | 45 W | AM3    | 20.10.2009  | AD240EHDK23GQ |
| Athlon II X2 B22  | Regor           | C2       | 2,8 GHz         | 2× 1024 kB | 2,0 GHz      | 14×   | 1,15 - 1,425 V  | 65 W | AM3    | 16.07.2009  | ADXB22OCK23GQ |
| Athlon II X2 245  | Regor           | C2       | 2,9 GHz         | 2× 1024 kB | 2,0 GHz      | 14,5× | 0,85 - 1,425 V  | 65 W | AM3    | 22.07.2009  | ADX245OCK23GQ |
| Athlon II X2 245e | Regor           | C3       | 2,9 GHz         | 2× 1024 kB | 2,0 GHz      | 14,5× | 0,875 - 1,40 V  | 45 W | AM3    | 11.05.2010  | AD245EHDK23GM |
| Athlon II X2 250  | Regor           | C2       | 3,0 GHz         | 2× 1024 kB | 2,0 GHz      | 15×   | 0,85 - 1,425 V  | 65 W | AM3    | 02.06.2009  | ADX250OCK23GQ |
| Athlon II X2 250  | Regor           | C3       | 3,0 GHz         | 2× 1024 kB | 2,0 GHz      | 15×   | 0,85 - 1,40 V   | 65 W | AM3    | Juli 2010   | ADX250OCK23GM |
| Athlon II X2 250e | Regor           | C3       | 3,0 GHz         | 2× 1024 kB | 2,0 GHz      | 15×   | 0,875 - 1,40 V  | 45 W | AM3    | 21.09.2010  | AD250EHDK23GM |
| Athlon II X2 B24  | Regor           | C2       | 3,0 GHz         | 2× 1024 kB | 2,0 GHz      | 15×   | 1,15 - 1,425 V  | 65 W | AM3    | 16.09.2009  | ADXB24OCK23GQ |
| Athlon II X2 255  | Regor           | C2       | 3,1 GHz         | 2× 1024 kB | 2,0 GHz      | 15,5× | 0,85 - 1,425 V  | 65 W | AM3    | 25.01.2010  | ADX255OCK23GQ |
| Athlon II X2 260  | Regor           | C3       | 3,2 GHz         | 2× 1024 kB | 2,0 GHz      | 16×   | 0,825 - 1,40 V  | 65 W | AM3    | 11.05.2010  | ADX260OCK23GM |
| Athlon II X2 265  | Regor           | C3       | 3,3 GHz         | 2× 1024 kB | 2,0 GHz      | 16,5× | 0,825 - 1,40 V  | 65 W | AM3    | 21.09.2010  | ADX265OCK23GM |
| Athlon II X2 270  | Regor           | C3       | 3,4 GHz         | 2× 1024 kB | 2,0 GHz      | 17×   | 0,825 - 1,40 V  | 65 W | AM3    | 06.07.2011  | ADX270OCK23GM |
| Athlon II X2 B28  | Regor           | C3       | 3,4 GHz         | 2× 1024 kB | 2,0 GHz      | 17×   | 0,85 - 1,425 V  | 65 W | AM3    | 07.12.2010  | ADXB28OCK23GM |
| Athlon II X2 280  | Regor           | C3       | 3,6 GHz         | 2× 1024 kB | 2,0 GHz      | 18×   | 0,825 - 1,425 V | 65 W | AM3    | 28.01.2013  | ADX280OCK23GM |

### Phenom II
| Modell                         | Prozessor- kern | Revision | Prozessor- takt | L2- Cache | L3- Cache | NB-/ HT-Takt | Multi | Vcore           | TDP  | Sockel | Einführung  | Teile- Nummer |
| ------------------------------ | --------------- | -------- | --------------- | --------- | --------- | ------------ | ----- | --------------- | ---- | ------ | ----------- | ------------- |
| Phenom II X2 B53               | Callisto        | C3       | 2,8 GHz         | 2× 512 kB | 6144 kB   | 2,2 GHz      | 14×   | 0,80 - 1,425 V  | 80 W | AM3    | 16.09.2009  | HDXB53WFK2DGM |
| Phenom II X2 545               | Callisto        | C2       | 3,0 GHz         | 2× 512 kB | 6144 kB   | 2,0 GHz      | 15×   | 1,05 - 1,425 V  | 80 W | AM3    | 02.06.2009  | HDX545WFK2DGI |
| Phenom II X2 545               | Callisto        | C3       | 3,0 GHz         | 2× 512 kB | 6144 kB   | 2,0 GHz      | 15×   | 1,05 - 1,425 V  | 80 W | AM3    | 04.11.2009  | HDX545WFK2DGM |
| Phenom II X2 B55               | Callisto        | C3       | 3,0 GHz         | 2× 512 kB | 6144 kB   | 2,2 GHz      | 15×   | 0,775 - 1,425 V | 80 W | AM3    | 16.09.2009  | HDXB55WFK2DGM |
| Phenom II X2 550               | Callisto        | C3       | 3,1 GHz         | 2× 512 kB | 6144 kB   | 2,0 GHz      | 15,5× | 0,875 - 1,40 V  | 80 W | AM3    | 04.11.2009  | HDX550WFK2DGM |
| Phenom II X2 550 Black Edition | Callisto        | C2       | 3,1 GHz         | 2× 512 kB | 6144 kB   | 2,0 GHz      | 15,5× | 1,05 - 1,425 V  | 80 W | AM3    | 02.06.2009  | HDZ550WFK2DGI |
| Phenom II X2 550 Black Edition | Callisto        | C3       | 3,1 GHz         | 2× 512 kB | 6144 kB   | 2,0 GHz      | 15,5× | 0,875 - 1,40 V  | 80 W | AM3    | 25.01.2010  | HDZ550WFK2DGM |
| Phenom II X2 555 Black Edition | Callisto        | C3       | 3,2 GHz         | 2× 512 kB | 6144 kB   | 2,0 GHz      | 16x   | 0,875 - 1,40 V  | 80 W | AM3    | 10.05.2010  | HDZ555WFK2DGM |
| Phenom II X2 560 Black Edition | Callisto        | C3       | 3,3 GHz         | 2× 512 kB | 6144 kB   | 2,0 GHz      | 16,5x | 0,875 - 1,40 V  | 80 W | AM3    | 21.09.2010  | HDZ560WFK2DGM |
| Phenom II X2 565 Black Edition | Callisto        | C3       | 3,4 GHz         | 2× 512 kB | 6144 kB   | 2,0 GHz      | 17x   | 0,775 - 1,425 V | 80 W | AM3    | 07.12.2010  | HDZ565WFK2DGM |
| Phenom II X2 511               | Regor           | C3       | 3,4 GHz         | 2 x 1MB   | -         | 2,0 GHz      | 17x   | 0,825 - 1,40 V  | 65 W | AM3    | Januar 2011 | HDX511OCK23GM |
| Phenom II X2 521               | Regor           | C3       | 3,5 GHz         | 2 x 1MB   | -         | 2,0 GHz      | 17,5x | 0,825 - 1,40 V  | 65 W | AM3    | Q2 2011     | HDX521OCK23GM |

## Dreikernprozessoren

### Athlon II
| Modell            | Prozessor- kern | Revision | Prozessor- takt | L2- Cache | NB-/ HT-Takt | Multi | Vcore          | TDP  | Sockel | Einführung | Teile- Nummer |
| ----------------- | --------------- | -------- | --------------- | --------- | ------------ | ----- | -------------- | ---- | ------ | ---------- | ------------- |
| Athlon II X3 400e | Rana            | C2       | 2,2 GHz         | 3× 512 kB | 2,0 GHz      | 11×   | k. A.          | 45 W | AM3    | 20.10.2009 | AD400EHDK32GI |
| Athlon II X3 405e | Rana            | C2       | 2,3 GHz         | 3× 512 kB | 2,0 GHz      | 11,5× | k. A.          | 45 W | AM3    | 20.10.2009 | AD405EHDK32GI |
| Athlon II X3 415e | Rana            | C3       | 2,5 GHz         | 3× 512 kB | 2,0 GHz      | 12,5× | 0,775 - 1,25 V | 45 W | AM3    | Juni 2010  | AD415EHDK32GM |
| Athlon II X3 420e | Rana            | C3       | 2,6 GHz         | 3× 512 kB | 2,0 GHz      | 13×   | 0,775 - 1,25 V | 45 W | AM3    | 21.09.2010 | AD420EHDK32GM |
| Athlon II X3 425  | Rana            | C2       | 2,7 GHz         | 3× 512 kB | 2,0 GHz      | 13,5× | k. A.          | 95 W | AM3    | 20.10.2009 | ADX425WFK32GI |
| Athlon II X3 435  | Rana            | C2       | 2,9 GHz         | 3× 512 kB | 2,0 GHz      | 14,5× | k. A.          | 95 W | AM3    | 20.10.2009 | ADX435WFK32GI |
| Athlon II X3 440  | Rana            | C2       | 3,0 GHz         | 3× 512 kB | 2,0 GHz      | 15×   | 0,85 - 1,425 V | 95 W | AM3    | 25.01.2010 | ADX440WFK32GI |
| Athlon II X3 440  | Rana            | C3       | 3,0 GHz         | 3× 512 kB | 2,0 GHz      | 15×   | 0,85 - 1,40 V  | 95 W | AM3    | Juli 2010  | ADX440WFK32GM |
| Athlon II X3 445  | Rana            | C3       | 3,1 GHz         | 3× 512 kB | 2,0 GHz      | 15,5× | 0,85 - 1,4 V   | 95 W | AM3    | 10.05.2010 | ADX445WFK32GM |
| Athlon II X3 450  | Rana            | C3       | 3,2 GHz         | 3× 512 kB | 2,0 GHz      | 16×   | 0,85 - 1,4 V   | 95 W | AM3    | 21.09.2010 | ADX450WFK32GM |
| Athlon II X3 455  | Rana            | C3       | 3,3 GHz         | 3× 512 kB | 2,0 GHz      | 16,5× | 0,85 - 1,4 V   | 95 W | AM3    | 07.12.2010 | ADX455WFK32GM |
| Athlon II X3 460  | Rana            | C3       | 3,4 GHz         | 3× 512 kB | 2,0 GHz      | 17×   | 0,85 - 1,4 V   | 95 W | AM3    | 03.05.2011 | ADX460WFK32GM |

### Phenom
| Modell                       | Prozessor- kern | Revision | Prozessor- takt | L2- Cache | L3- Cache | NB-/ HT-Takt | Multi | Vcore         | TDP  | Sockel | Einführung   | Teile- Nummer |
| ---------------------------- | --------------- | -------- | --------------- | --------- | --------- | ------------ | ----- | ------------- | ---- | ------ | ------------ | ------------- |
| Phenom X3 8400               | Toliman         | B2       | 2,1 GHz         | 3× 512 kB | 2048 kB   | 1,8 GHz      | 10,5× | 1,20 - 1,25 V | 95 W | AM2+   | 27.03.2008   | HD8400WCJ3BGD |
| Phenom X3 8600               | Toliman         | B2       | 2,3 GHz         | 3× 512 kB | 2048 kB   | 1,8 GHz      | 11,5× | 1,20 - 1,25 V | 95 W | AM2+   | 27.03.2008   | HD8600WCJ3BGD |
| Phenom X3 8250e              | Toliman         | B3       | 1,9 GHz         | 3× 512 kB | 2048 kB   | 1,8 GHz      | 9,5×  | 1,05 - 1,25 V | 65 W | AM2+   | 08.09.2008   | HD8250ODJ3BGH |
| Phenom X3 8450               | Toliman         | B3       | 2,1 GHz         | 3× 512 kB | 2048 kB   | 1,8 GHz      | 10,5× | 1,05 - 1,25 V | 95 W | AM2+   | 23.04.2008   | HD8450WCJ3BGH |
| Phenom X3 8450e              | Toliman         | B3       | 2,1 GHz         | 3× 512 kB | 2048 kB   | 1,8 GHz      | 10,5× | 1,05 - 1,25 V | 65 W | AM2+   | 08.09.2008   | HD8450ODJ3BGH |
| Phenom X3 8550               | Toliman         | B3       | 2,2 GHz         | 3× 512 kB | 2048 kB   | 1,8 GHz      | 11×   | 1,05 - 1,25 V | 95 W | AM2+   | 2008         | HD8550WCJ3BGH |
| Phenom X3 8600B              | Toliman         | B3       | 2,3 GHz         | 3× 512 kB | 2048 kB   | 1,8 GHz      | 11,5× | 1,25 V        | 95 W | AM2+   | 28.04.2008   | HD860BWCJ3BGH |
| Phenom X3 8650               | Toliman         | B3       | 2,3 GHz         | 3× 512 kB | 2048 kB   | 1,8 GHz      | 11,5× | 1,05 - 1,25 V | 95 W | AM2+   | 23.07.2008   | HD8650WCJ3BGH |
| Phenom X3 8750               | Toliman         | B3       | 2,4 GHz         | 3× 512 kB | 2048 kB   | 1,8 GHz      | 12×   | 1,05 - 1,25 V | 95 W | AM2+   | 23.07.2008   | HD8750WCJ3BGH |
| Phenom X3 8750B              | Toliman         | B3       | 2,4 GHz         | 3× 512 kB | 2048 kB   | 1,8 GHz      | 12×   | 1,25 V        | 95 W | AM2+   | August 2008  | HD875BWCJ3BGH |
| Phenom X3 8750 Black Edition | Toliman         | B3       | 2,4 GHz         | 3× 512 kB | 2048 kB   | 1,8 GHz      | 12×   | 1,05 - 1,25 V | 95 W | AM2+   | 08.09.2008   | HD875ZWCJ3BGH |
| Phenom X3 8850               | Toliman         | B3       | 2,5 GHz         | 3× 512 kB | 2048 kB   | 1,8 GHz      | 12,5× | 1,05 - 1,25 V | 95 W | AM2+   | Oktober 2008 | HD8850WCJ3BGH |

### Phenom II
| Modell                         | Prozessor- kern | Revision | Prozessor- takt | L2- Cache | L3- Cache | NB-/ HT-Takt | Multi | Vcore          | TDP  | Sockel | Einführung     | Teile- Nummer |
| ------------------------------ | --------------- | -------- | --------------- | --------- | --------- | ------------ | ----- | -------------- | ---- | ------ | -------------- | ------------- |
| Phenom II X3 700e              | Heka            | C2       | 2,4 GHz         | 3× 512 kB | 6144 kB   | 2,0 GHz      | 12×   | 1,05–1,25 V    | 65 W | AM3    | Juni 2009      | HD700EOCK3DGI |
| Phenom II X3 705e              | Heka            | C2       | 2,5 GHz         | 3× 512 kB | 6144 kB   | 2,0 GHz      | 12,5× | 1,05–1,25 V    | 65 W | AM3    | Juni 2009      | HD705EOCK3DGI |
| Phenom II X3 710               | Heka            | C2       | 2,6 GHz         | 3× 512 kB | 6144 kB   | 2,0 GHz      | 13×   | 1,15 - 1,425 V | 95 W | AM3    | 09.02.2009     | HDX710WFK3DGI |
| Phenom II X3 720 Black Edition | Heka            | C2       | 2,8 GHz         | 3× 512 kB | 6144 kB   | 2,0 GHz      | 14×   | 0.85 - 1.425 V | 95 W | AM3    | 09.02.2009     | HDZ720WFK3DGI |
| Phenom II X3 B73               | Heka            | C2       | 2,8 GHz         | 3× 512 kB | 6144 kB   | 2,0 GHz      | 14×   | 0,80 - 1,425 V | 95 W | AM3    | 16.09.2009     | HDXB73WFK3DGI |
| Phenom II X3 740 Black Edition | Heka            | C2       | 3,0 GHz         | 3× 512 kB | 6144 kB   | 2,0 GHz      | 15×   | 0.85 - 1.425 V | 95 W | AM3    | September 2010 | HDZ740WFK3DGI |
| Phenom II X3 B75               | Heka            | C2       | 3,0 GHz         | 3× 512 kB | 6144 kB   | 2,0 GHz      | 15×   | 0,80 - 1,425 V | 95 W | AM3    | 16.09.2009     | HDXB75WFK3DGI |

## Vierkernprozessoren

### Athlon II
| Modell            | Prozessor- kern | Revision | Prozessor- takt | L2- Cache  | NB-/ HT-Takt | Multi | Vcore           | TDP   | Sockel | Einführung     | Teile- Nummer |
| ----------------- | --------------- | -------- | --------------- | ---------- | ------------ | ----- | --------------- | ----- | ------ | -------------- | ------------- |
| Athlon II X4 600e | Propus          | C2       | 2,2 GHz         | 4× 512 kB  | 2,0 GHz      | 11×   | k. A.           | 45 W  | AM3    | 20.10.2009     | AD600EHDK42GI |
| Athlon II X4 605e | Propus          | C2       | 2,3 GHz         | 4× 512 kB  | 2,0 GHz      | 11,5× | 0,85 - 1,42 V   | 45 W  | AM3    | 20.10.2009     | AD605EHDK42GI |
| Athlon II X4 610e | Propus          | C3       | 2,4 GHz         | 4× 512 kB  | 2,0 GHz      | 12×   | 0,775 - 1,25 V  | 45 W  | AM3    | Juni 2010      | AD610EHDK42GM |
| Athlon II X4 615e | Propus          | C3       | 2,5 GHz         | 4× 512 kB  | 2,0 GHz      | 12,5× | 0,775 - 1,25 V  | 45 W  | AM3    | 21.09.2010     | AD615EHDK42GM |
| Athlon II X4 620e | Propus          | C3       | 2,6 GHz         | 4× 512 kB  | 2,0 GHz      | 13×   | 0,775 - 1,25 V  | 45 W  | AM3    | Mai 2011       | AD620EHDK42GM |
| Athlon II X4 620  | Propus          | C2       | 2,6 GHz         | 4× 512 kB  | 2,0 GHz      | 13×   | 0,925 - 1,425 V | 95 W  | AM3    | 03.09.2009     | ADX620WFK42GI |
| Athlon II X4 630  | Propus          | C2       | 2,8 GHz         | 4× 512 kB  | 2,0 GHz      | 14×   | 0,925 - 1,425 V | 95 W  | AM3    | 16.09.2009     | ADX630WFK42GI |
| Athlon II X4 630  | Propus          | C3       | 2,8 GHz         | 4× 512 kB  | 2,0 GHz      | 14×   | 0,925 - 1,425 V | 95 W  | AM3    | September 2010 | ADX630WFK42GM |
| Athlon II X4 631  | Llano           | B0       | 2,6 GHz         | 4× 1024 kB | -            | 26×   | 1,425 V         | 100 W | FM1    | September 2011 | AD631XWNZ43GX |
| Athlon II X4 635  | Propus          | C2       | 2,9 GHz         | 4× 512 kB  | 2,0 GHz      | 14,5× | 0,85 - 1,40 V   | 95 W  | AM3    | 25.01.2010     | ADX635WFK42GI |
| Athlon II X4 635  | Propus          | C3       | 2,9 GHz         | 4× 512 kB  | 2,0 GHz      | 14,5× | 0,85 - 1,40 V   | 95 W  | AM3    | Juli 2010      | ADX635WFK42GM |
| Athlon II X4 640  | Propus          | C3       | 3,0 GHz         | 4× 512 kB  | 2,0 GHz      | 15×   | 1,05 - 1,40 V   | 95 W  | AM3    | 11.05.2010     | ADX640WFK42GM |
| Athlon II X4 641  | Llano           | B0       | 2,8 GHz         | 4× 1024 kB | -            | 28×   | 0,45 - 1,425 V  | 100 W | FM1    | Februar 2012   | AD641XWNZ43GX |
| Athlon II X4 645  | Propus          | C3       | 3,1 GHz         | 4× 512 kB  | 2,0 GHz      | 15,5× | 0,85 - 1,40 V   | 95 W  | AM3    | 21.09.2010     | ADX645WFK42GM |
| Athlon II X4 650  | Propus          | C3       | 3,2 GHz         | 4× 512 kB  | 2,0 GHz      | 16×   | 0,875 - 1,425 V | 95 W  | AM3    | September 2011 | ADX650WFK42GM |
| Athlon II X4 651  | Llano           | B0       | 3,0 GHz         | 4× 1024 kB | -            | 30×   | 1,425 V         | 100 W | FM1    | November 2011  | AD651XWNZ43GX |

### Phenom
| Modell                       | Prozessor- kern | Revision | Prozessor- takt | L2- Cache | L3- Cache | NB-/ HT-Takt | Multi | Vcore           | TDP   | Sockel | Einführung   | Teile- Nummer |
| ---------------------------- | --------------- | -------- | --------------- | --------- | --------- | ------------ | ----- | --------------- | ----- | ------ | ------------ | ------------- |
| Phenom X4 9100e              | Agena           | B2       | 1,8 GHz         | 4× 512 kB | 2048 kB   | 1,6 GHz      | 9×    | 1,10 - 1,15 V   | 65 W  | AM2+   | 27.03.2008   | HD9100OBJ4BGD |
| Phenom 9500                  | Agena           | B2       | 2,2 GHz         | 4× 512 kB | 2048 kB   | 1,8 GHz      | 11×   | 1,15 - 1,25 V   | 95 W  | AM2+   | 19.11.2007   | HD9500WCJ4BGD |
| Phenom 9600                  | Agena           | B2       | 2,3 GHz         | 4× 512 kB | 2048 kB   | 1,8 GHz      | 11,5× | 1,15 - 1,25 V   | 95 W  | AM2+   | 19.11.2007   | HD9600WCJ4BGD |
| Phenom 9600 Black Edition    | Agena           | B2       | 2,3 GHz         | 4× 512 kB | 2048 kB   | 1,8 GHz      | 11,5× | 1,15 - 1,25 V   | 95 W  | AM2+   | 19.12.2007   | HD960ZWCJ4BGD |
| Phenom 9700                  | Agena           | B2       | 2,4 GHz         | 4× 512 kB | 2048 kB   | 2,0 GHz      | 12×   | 1,20 - 1,30 V   | 125 W | AM2+   | –            | HD9700XAJ4BGD |
| Phenom X4 9150e              | Agena           | B3       | 1,8 GHz         | 4× 512 kB | 2048 kB   | 1,6 GHz      | 9×    | 1,075 - 1,125 V | 65 W  | AM2+   | 01.07.2008   | HD9150ODJ4BGH |
| Phenom X4 9350e              | Agena           | B3       | 2,0 GHz         | 4× 512 kB | 2048 kB   | 1,8 GHz      | 10×   | 1,075 - 1,125 V | 65 W  | AM2+   | 01.07.2008   | HD9350ODJ4BGH |
| Phenom X4 9450e              | Agena           | B3       | 2,1 GHz         | 4× 512 kB | 2048 kB   | 1,8 GHz      | 10,5× | 1,075 - 1,125 V | 65 W  | AM2+   | Oktober 2008 | HD9450ODJ4BGH |
| Phenom X4 9550               | Agena           | B3       | 2,2 GHz         | 4× 512 kB | 2048 kB   | 1,8 GHz      | 11×   | 1,15 - 1,25 V   | 95 W  | AM2+   | 27.03.2008   | HD9550WCJ4BGH |
| Phenom X4 9600B              | Agena           | B3       | 2,3 GHz         | 4× 512 kB | 2048 kB   | 1,8 GHz      | 11,5× | 1,20 - 1,25 V   | 95 W  | AM2+   | 28.04.2008   | HD960BWCJ4BGH |
| Phenom X4 9650               | Agena           | B3       | 2,3 GHz         | 4× 512 kB | 2048 kB   | 1,8 GHz      | 11,5× | 1,15 - 1,25 V   | 95 W  | AM2+   | 27.03.2008   | HD9650WCJ4BGH |
| Phenom X4 9750               | Agena           | B3       | 2,4 GHz         | 4× 512 kB | 2048 kB   | 1,8 GHz      | 12×   | 1,15 - 1,25 V   | 95 W  | AM2+   | 27.03.2008   | HD9750WCJ4BGH |
| Phenom X4 9750               | Agena           | B3       | 2,4 GHz         | 4× 512 kB | 2048 kB   | 1,8 GHz      | 12×   | 1,20 - 1,30 V   | 125 W | AM2+   | 27.03.2008   | HD9750XAJ4BGH |
| Phenom X4 9750B              | Agena           | B3       | 2,4 GHz         | 4× 512 kB | 2048 kB   | 1,8 GHz      | 12×   | 1,20 - 1,25 V   | 95 W  | AM2+   | August 2008  | HD975BWCJ4BGH |
| Phenom X4 9850               | Agena           | B3       | 2,5 GHz         | 4× 512 kB | 2048 kB   | 1,8 GHz      | 12,5× | 1,20 - 1,25 V   | 95 W  | AM2+   | Oktober 2008 | HD9850WCJ4BGH |
| Phenom X4 9850               | Agena           | B3       | 2,5 GHz         | 4× 512 kB | 2048 kB   | 2,0 GHz      | 12,5× | 1,20 - 1,30 V   | 125 W | AM2+   | 01.07.2008   | HD9850XAJ4BGH |
| Phenom X4 9850 Black Edition | Agena           | B3       | 2,5 GHz         | 4× 512 kB | 2048 kB   | 2,0 GHz      | 12,5× | 1,20 - 1,30 V   | 125 W | AM2+   | 27.03.2008   | HD985ZXAJ4BGH |
| Phenom X4 9850B              | Agena           | B3       | 2,5 GHz         | 4× 512 kB | 2048 kB   | 1,8 GHz      | 12,5× | 1,225 - 1,25 V  | 95 W  | AM2+   | 2009         | HD985BWCJ4BGH |
| Phenom X4 9950 Black Edition | Agena           | B3       | 2,6 GHz         | 4× 512 kB | 2048 kB   | 2,0 GHz      | 13×   | 1,20 - 1,30 V   | 125 W | AM2+   | Oktober 2008 | HD995ZXAJ4BGH |
| Phenom X4 9950 Black Edition | Agena           | B3       | 2,6 GHz         | 4× 512 kB | 2048 kB   | 2,0 GHz      | 13×   | 1,25 - 1,30 V   | 140 W | AM2+   | 01.07.2008   | HD995ZFAJ4BGH |

### Phenom II
| Modell                          | Prozessor- kern | Revision | Prozessor- takt   | L2- Cache | L3- Cache | NB-/ HT-Takt | Multi | Vcore           | TDP   | Sockel | Einführung      | Teile- Nummer                |
| ------------------------------- | --------------- | -------- | ----------------- | --------- | --------- | ------------ | ----- | --------------- | ----- | ------ | --------------- | ---------------------------- |
| Phenom II XLT Q54L (OEM)        | Deneb           | C2       | 2,2 GHz           | 4× 512 kb | 6144 kb   | 1,8 GHz      | 11×   | 0,975 - 1,40 V  | 65 W  | AM3    | 26.04.2010      | HEQ54LOEK4DGME               |
| Phenom II X4 805                | Deneb           | C2       | 2,5 GHz           | 4× 512 kb | 4096 kb   | 2,0 GHz      | 12,5× | 1,15 - 1,425 V  | 95 W  | AM3    | 09.02.2009      | HDX805WFK4FGI                |
| Phenom II X4 810                | Deneb           | C2       | 2,6 GHz           | 4× 512 kb | 4096 kb   | 2,0 GHz      | 13×   | 1,15 - 1,425 V  | 95 W  | AM3    | 09.02.2009      | HDX810WFK4FGI                |
| Phenom II X4 820                | Deneb           | C2       | 2,8 GHz           | 4× 512 kb | 4096 kb   | 2,0 GHz      | 14×   | 0,90 - 1,425 V  | 95 W  | AM3    | August 2009     | HDX820WFK4FGI                |
| Phenom II X4 830                | Deneb           | C3       | 2,8 GHz           | 4× 512 kb | 6144 kb   | 2,0 GHz      | 14×   | 0,90 - 1,425 V  | 95 W  | AM3    | Q3 / 2010 (OEM) | HDX830WFK4DGM                |
| Phenom II X4 840T               | Zosma           | E0       | 2,9 GHz           | 4× 512 kb | 6144 kb   | 2,0 GHz      | 14,5× | 0,875 - 1,425 V | 95 W  | AM3    | 01.10.2010      | HD840TWFK4DGR                |
| Phenom II X4 840                | Propus          | C3       | 3,2 GHz           | 4× 512 kb | -         | 2,0 GHz      | 16×   | 0,85 - 1,40 V   | 95 W  | AM3    | 31.01.2011      | HDX840WFK42GM                |
| Phenom II X4 850                | Propus          | C3       | 3,3 GHz           | 4× 512 kb | -         | 2,0 GHz      | 16,5× | 0,85 - 1,40 V   | 95 W  | AM3    | 22.06.2011      | HDX850WFK42GM                |
| Phenom II X4 900e               | Deneb           | C2       | 2,4 GHz           | 4× 512 kb | 6144 kb   | 2,0 GHz      | 12×   | 1,15 - 1,425 V  | 65 W  | AM3    | 2009            | HD900EOCK4DGI                |
| Phenom II X4 905e               | Deneb           | C2       | 2,5 GHz           | 4× 512 kb | 6144 kb   | 2,0 GHz      | 12,5× | 1,15 - 1,425 V  | 65 W  | AM3    | 2009            | HD905EOCK4DGI                |
| Phenom II X4 910                | Deneb           | C2       | 2,6 GHz           | 4× 512 kb | 6144 kb   | 2,0 GHz      | 13×   | 1,15 - 1,425 V  | 95 W  | AM3    | 09.02.2009      | HDX910WFK4FGI                |
| Phenom II X4 910e               | Deneb           | C3       | 2,6 GHz           | 4× 512 kb | 6144 kb   | 2,0 GHz      | 13×   | 0,85 - 1,25 V   | 65 W  | AM3    | 25.01.2010      | HD910EOCK4DGM                |
| Phenom II X4 920                | Deneb           | C2       | 2,8 GHz           | 4× 512 kb | 6144 kb   | 1,8 GHz      | 14×   | 1,15 - 1,425 V  | 125 W | AM2+   | 08.01.2009      | HDX920XCJ4DGI                |
| Phenom II X4 925                | Deneb           | C2       | 2,8 GHz           | 4× 512 kb | 6144 kb   | 2,0 GHz      | 14×   | 1,15 - 1,425 V  | 95 W  | AM3    | Juni 2009       | HDX925WFK4DGI                |
| Phenom II X4 925                | Deneb           | C3       | 2,8 GHz           | 4× 512 kb | 6144 kb   | 2,0 GHz      | 14×   | 0,90 - 1,40 V   | 95 W  | AM3    | Dezember 2009   | HDX925WFK4DGM                |
| Phenom II X4 B93                | Deneb           | C2       | 2,8 GHz           | 4× 512 kb | 6144 kb   | 2,0 GHz      | 14×   | 0,80 - 1,425 V  | 95 W  | AM3    | 16.09.2009      | HDXB93WFK4DGI                |
| Phenom II X4 940 Black Edition  | Deneb           | C2       | 3,0 GHz           | 4× 512 kb | 6144 kb   | 1,8 GHz      | 15×   | 1,15 - 1,425 V  | 125 W | AM2+   | 08.01.2009      | HDZ940XCJ4DGI                |
| Phenom II X4 945                | Deneb           | C2       | 3,0 GHz           | 4× 512 kb | 6144 kb   | 2,0 GHz      | 15×   | 1,15 - 1,425 V  | 125 W | AM3    | 23.04.2009      | HDX945FBK4DGI                |
| Phenom II X4 945                | Deneb           | C2       | 3,0 GHz           | 4× 512 kb | 6144 kb   | 2,0 GHz      | 15×   | 0,85 - 1,425 V  | 95 W  | AM3    | 22.06.2009      | HDX945WFK4DGI                |
| Phenom II X4 945                | Deneb           | C3       | 3,0 GHz           | 4× 512 kb | 6144 kb   | 2,0 GHz      | 15×   | 0,85 - 1,40 V   | 95 W  | AM3    | 04.11.2009      | HDX945WFK4DGM                |
| Phenom II X4 B95                | Deneb           | C2       | 3,0 GHz           | 4× 512 kb | 6144 kb   | 2,0 GHz      | 15×   | 0,80 - 1,425 V  | 95 W  | AM3    | 16.09.2009      | HDXB95WFK4DGI                |
| Phenom II X4 955                | Deneb           | C2       | 3,2 GHz           | 4× 512 kb | 6144 kb   | 2,0 GHz      | 16×   | 0,85 - 1,40 V   | 125 W | AM3    | 2009            | HDX955FBK4DGI                |
| Phenom II X4 955                | Deneb           | C3       | 3,2 GHz           | 4× 512 kb | 6144 kb   | 2,0 GHz      | 16×   | 0,85 - 1,40 V   | 125 W | AM3    | 04.11.2009      | HDX955FBK4DGM                |
| Phenom II X4 955                | Deneb           | C3       | 3,2 GHz           | 4× 512 kb | 6144 kb   | 2,0 GHz      | 16×   | 0,85 - 1,40 V   | 95 W  | AM3    | 03.09.2010      | HDX955WFGMBOX /HDX955WFK4DGM |
| Phenom II X4 955 Black Edition  | Deneb           | C2       | 3,2 GHz           | 4× 512 kb | 6144 kb   | 2,0 GHz      | 16×   | 1,15 - 1,425 V  | 125 W | AM3    | 23.04.2009      | HDZ955FBK4DGI                |
| Phenom II X4 955 Black Edition  | Deneb           | C3       | 3,2 GHz           | 4× 512 kb | 6144 kb   | 2,0 GHz      | 16×   | 1,15 - 1,425 V  | 125 W | AM3    | 04.11.2009      | HDZ955FBK4DGM                |
| Phenom II X4 960T Black Edition | Zosma           | E0       | 3,0 GHz (3,4 GHz) | 4× 512 kb | 6144 kb   | 2,0 GHz      | 15×   | 0,825 - 1,40 V  | 95 W  | AM3    | 25.10.2011      | HD96ZTWFK4DGR                |
| Phenom II X4 965 Black Edition  | Deneb           | C2       | 3,4 GHz           | 4× 512 kb | 6144 kb   | 2,0 GHz      | 17×   | 0,85 - 1,425 V  | 140 W | AM3    | 13.08.2009      | HDZ965FBK4DGI                |
| Phenom II X4 965 Black Edition  | Deneb           | C3       | 3,4 GHz           | 4× 512 kb | 6144 kb   | 2,0 GHz      | 17×   | 0,825 - 1,40 V  | 125 W | AM3    | 04.11.2009      | HDZ965FBK4DGM                |
| Phenom II X4 970 Black Edition  | Deneb           | C3       | 3,5 GHz           | 4× 512 kb | 6144 kb   | 2,0 GHz      | 17,5× | 0,825 - 1,40 V  | 125 W | AM3    | 21.09.2010      | HDZ970FBK4DGM                |
| Phenom II X4 975 Black Edition  | Deneb           | C3       | 3,6 GHz           | 4× 512 kb | 6144 kb   | 2,0 GHz      | 18×   | 0,825 - 1,40 V  | 125 W | AM3    | 31.01.2011      | HDZ975FBK4DGM                |
| Phenom II X4 980 Black Edition  | Deneb           | C3       | 3,7 GHz           | 4× 512 kb | 6144 kb   | 2,0 GHz      | 18,5× | 0,825 - 1,40 V  | 125 W | AM3    | 03.05.2011      | HDZ980FBK4DGM                |

## Sechskernprozessoren

### Phenom II
| Modell                           | Prozessor- kern | Revision | Prozessor- takt   | L2- Cache | L3- Cache | NB-/ HT-Takt | Multi | Vcore           | TDP   | Sockel | Einführung | Teile- Nummer |
| -------------------------------- | --------------- | -------- | ----------------- | --------- | --------- | ------------ | ----- | --------------- | ----- | ------ | ---------- | ------------- |
| Phenom II X6 1035T               | Thuban          | E0       | 2,6 GHz (3,1 GHz) | 6× 512 kB | 6144 kB   | 2,0 GHz      | 13×   | 1,175 - 1,375 V | 95 W  | AM3    | Juli 2010  | HDT35TWFK6DGR |
| Phenom II X6 1045T               | Thuban          | E0       | 2,7 GHz (3,2 GHz) | 6× 512 kB | 6144 kB   | 2,0 GHz      | 13,5× | 1,175 - 1,375 V | 95 W  | AM3    | 21.09.2010 | HDT45TWFK6DGR |
| Phenom II X6 1055T               | Thuban          | E0       | 2,8 GHz (3,3 GHz) | 6× 512 kB | 6144 kB   | 2,0 GHz      | 14×   | 1,075 - 1,375 V | 95 W  | AM3    | Juli 2010  | HDT55TWFK6DGR |
| Phenom II X6 1055T               | Thuban          | E0       | 2,8 GHz (3,3 GHz) | 6× 512 kB | 6144 kB   | 2,0 GHz      | 14×   | 1,125 - 1,40 V  | 125 W | AM3    | 27.04.2010 | HDT55TFBK6DGR |
| Phenom II X6 1065T               | Thuban          | E0       | 2,9 GHz (3,4 GHz) | 6× 512 kB | 6144 kB   | 2,0 GHz      | 14,5× | 1,0 - 1,475 V   | 95 W  | AM3    | 31.01.2011 | HDT65TWFK6DGR |
| Phenom II X6 1075T               | Thuban          | E0       | 3,0 GHz (3,5 GHz) | 6× 512 kB | 6144 kB   | 2,0 GHz      | 15×   | 1,0 - 1,475 V   | 125 W | AM3    | 21.09.2010 | HDT75TFBK6DGR |
| Phenom II X6 1090T Black Edition | Thuban          | E0       | 3,2 GHz (3,6 GHz) | 6× 512 kB | 6144 kB   | 2,0 GHz      | 16×   | 1,125 - 1,40 V  | 125 W | AM3    | 27.04.2010 | HDT90ZFBK6DGR |
| Phenom II X6 1100T Black Edition | Thuban          | E0       | 3,3 GHz (3,7 GHz) | 6× 512 kB | 6144 kB   | 2,0 GHz      | 16,5× | 1,0 - 1,475 V   | 125 W | AM3    | 07.12.2010 | HDE00ZFBK6DGR |